# Brunów (Lwówek Śląski)
Brunów (deutsch Braunau) ist ein Ort in der Stadt- und Landgemeinde Lwówek Śląski im Powiat Lwówecki der Woiwodschaft Niederschlesien in Polen.

## Sehenswürdigkeiten
- Schloss Braunau

- Nordöstlich des Schlosses ist ein spätbarockes Gebäude, das 1789 für Christoph von Schweinitz errichtet wurde.
- Zwischen Schloss und Gebäude steht ein achteckiger Pavillon aus der Mitte des 19. Jahrhunderts.
- Der Park wurde 1865 nach Entwurf des Gartenarchitekten Eduard Petzold gestaltet.
- Mausoleum der Familie von Cottenet.

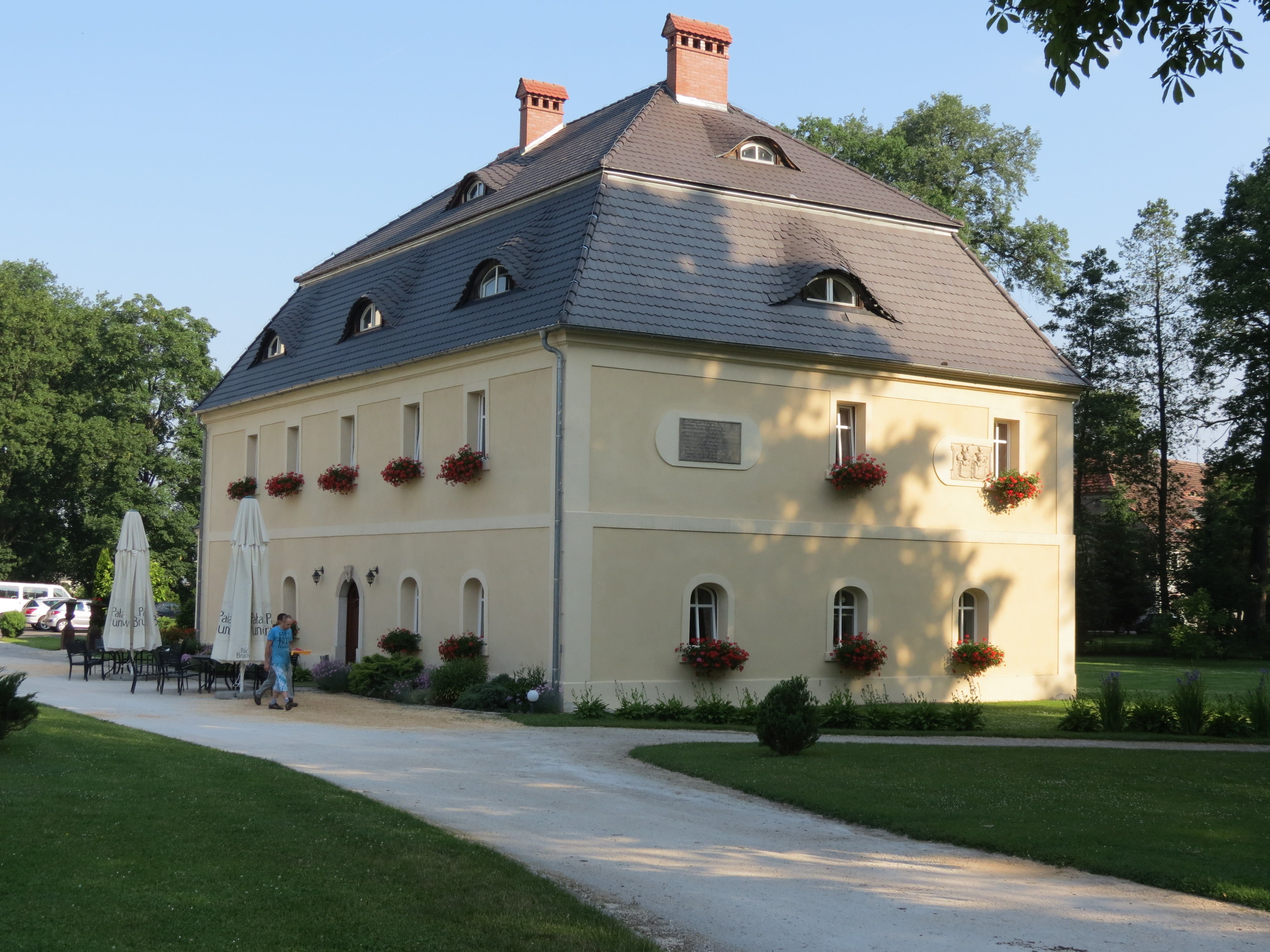
Gebäude der von Schweinitz
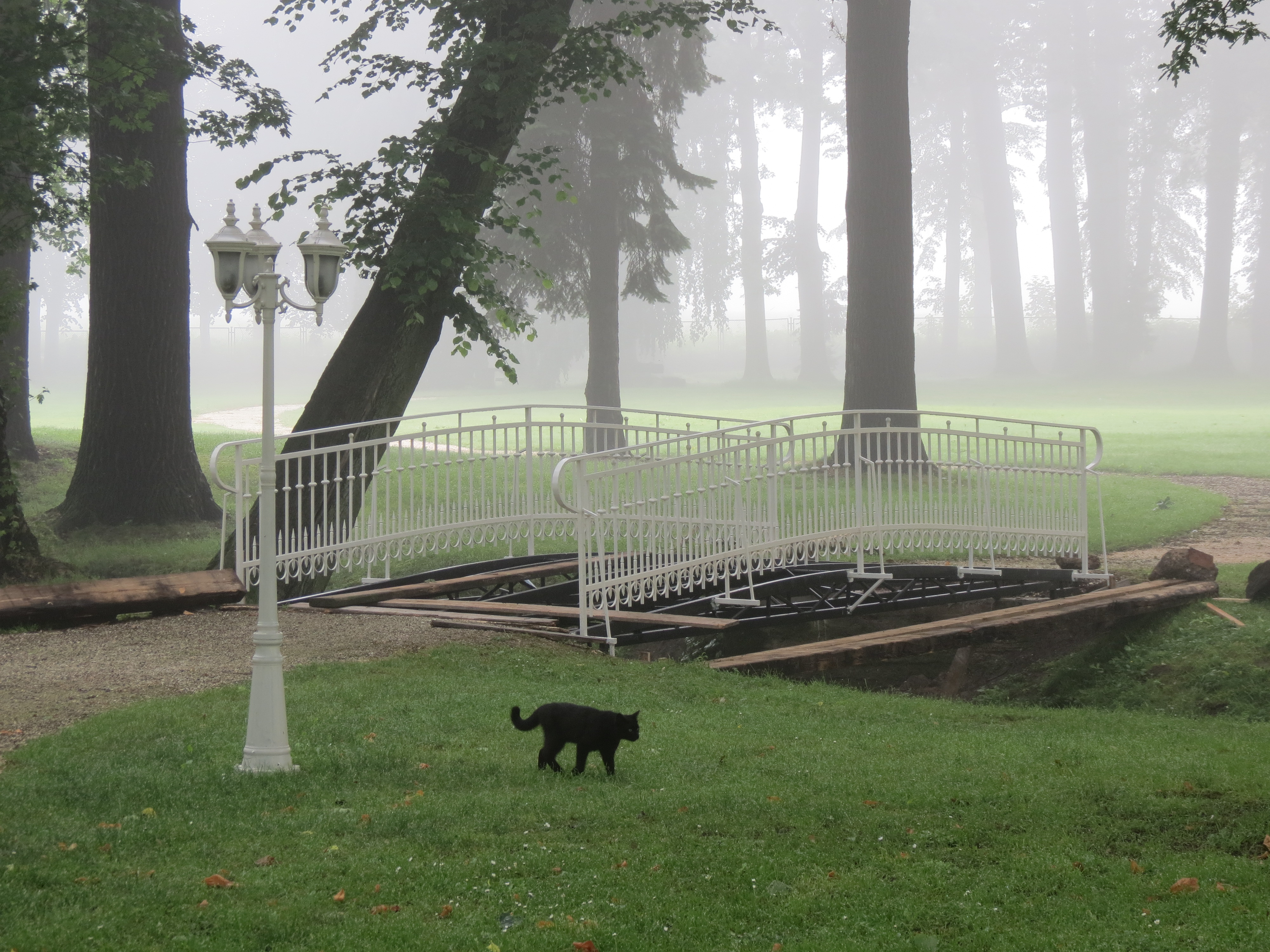
Schlosspark
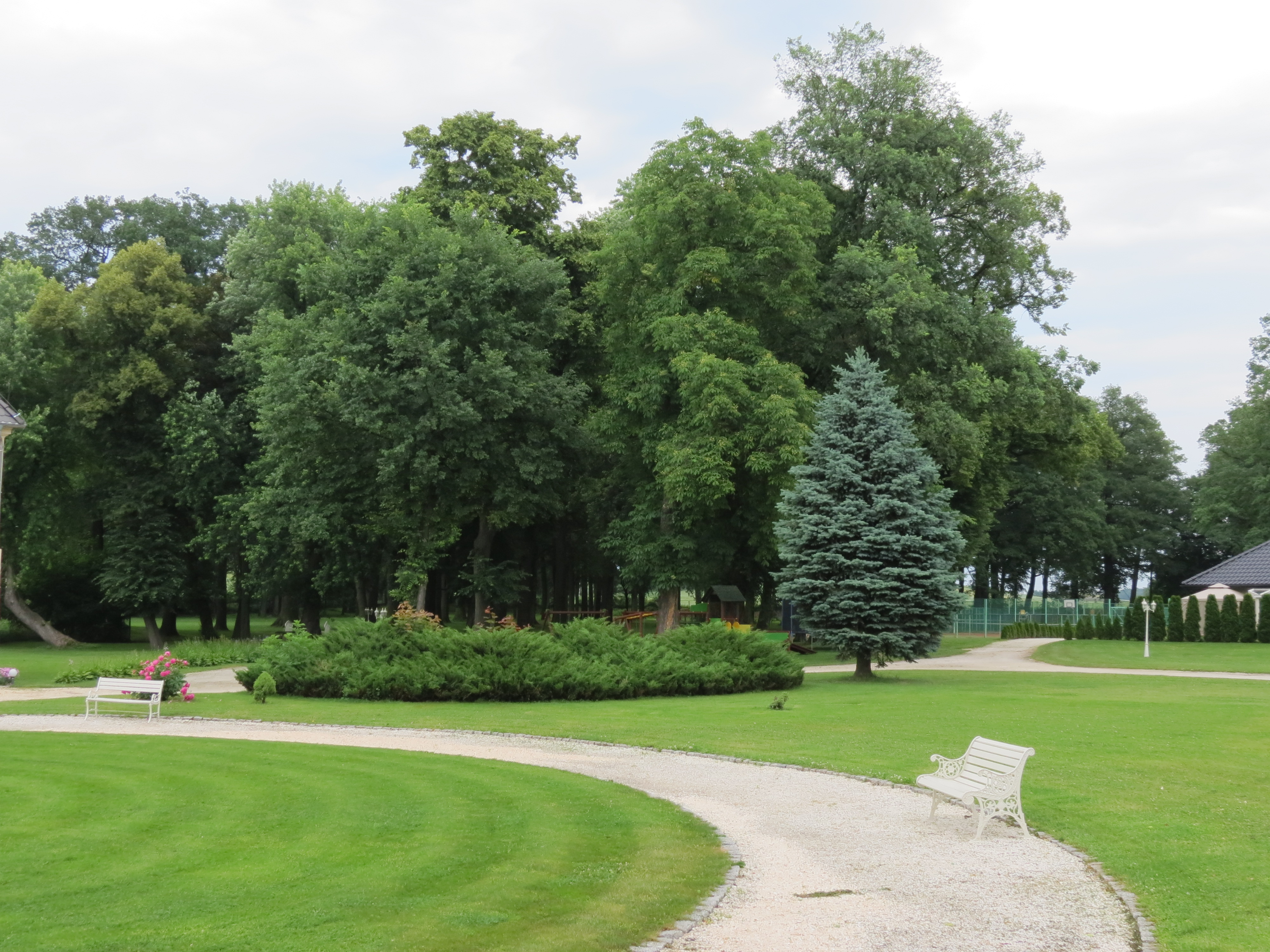
Schlosspark